# دام (جانور)

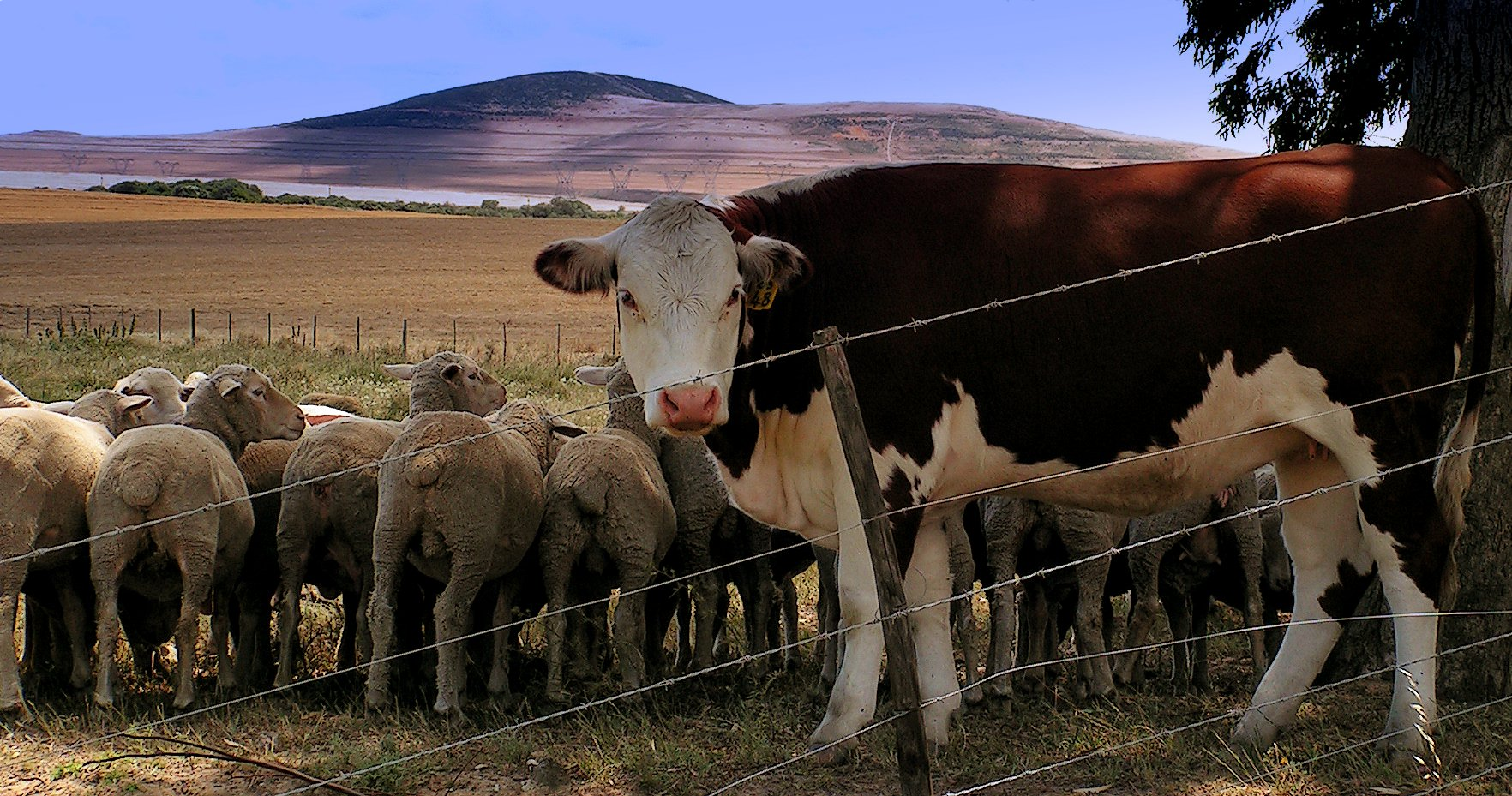
گوسفند و گاو در آفریقای جنوبی

دام یا چارپایان اهلی یا احشام به مجموعه جانوران چارپای اهلی گفته می‌شود که در تقسیم‌بندی‌ها به دام‌های سبک (گوسفند، بز،...) و دام‌های سنگین (گاوها، گاومیش‌ها،...) که در دامداری‌ها یا مزرعه‌ها برای مصرف خوراکی و پوشاکی و کمک در کار، پرورش داده می‌شوند.
با وجودی که ماکیان و ماهیهای پرورشی هم جانوران مشابه هستند که انسان‌ها برای مصرف خوراکی آنها را پرورش می‌دهند ولی در این مقاله در مورد آنها بحث نمی‌شود.
پرورش دام‌ها به خاطر به‌دست آوردن سود و منفعت و استفاده از فرآورده‌های آنها است که در تقسیم‌بندی‌های مدرن دامداری زیرمجموعه کشاورزی به‌شمار می‌رود.

## تاریخچه دام‌‎پروری
از زمان‌های دور از زمانی که بشر از کشاورز به شکارچی-گردآورنده تبدیل شد به دامداری نیز می‌پرداخت.

## اهلی کردن جانوران
تعریف دام در بیشتر برای جانورانی که گوشت قرمز دارند کاربرد دارد. در زیر، فهرستی از جانوران اهلی‌شده قرار دارد که در ایران فقط به تعدادی از آنها دام گفته می‌شود:
| جانور / نوع                             | وضعیت اهلی کردن | گونه‌های وحشی                     | اولین بار که اهلی شد                      | منطقه اهلی شدن برای اولین بار    | استفاده تجاری امروز                                   | نگاره |
| --------------------------------------- | --------------- | -------------------------------- | ----------------------------------------- | -------------------------------- | ----------------------------------------------------- | ----- |
| آلپاکا پستانداران، گیاه‌خواران           | اهلی            | شترچه                            | بین ۵۰۰۰ پیش از میلاد و ۴۰۰۰ پیش از میلاد | آند (رشته‌کوه)                    | پشم                                                   |       |
| بنتنگ پستانداران، گیاه‌خواران            | اهلی            | بنتنگ                            | ناشناخته                                  | جنوب شرق آسیا، جاوه              | گوشت، شیر (خوراکی)، بارکشی                            |       |
| بوفالوی آمریکایی پستانداران، گیاه‌خواران | شیفته           | ناشناخته                         | اواخر سده ۱۹ میلادی                       | آمریکای شمالی                    | گوشت، چرم                                             |       |
| شتر پستانداران، گیاه‌خواران              | اهلی            | شتر یک‌کوهانه وحشی و شتر دوکوهانه | بین ۴۰۰۰ پیش از میلاد و ۱۴۰۰ پیش از میلاد | آسیا                             | سواری، باربری، گوشت، لبنیاتی، موی شتر                 |       |
| گربه پستانداران، گوشت‌خوار               | اهلی            | گربه‌وحشی آفریقایی                | ۷۵۰۰ پیش از میلاد                         | خاور نزدیک                       | کنترل حیوانات موذی مثل موش، حیوان خانگی، گوشت         |       |
| گاو پستانداران، گیاه‌خواران              | اهلی            | نیاگاو (منقرض)                   | ۶۰۰۰ پیش از میلاد                         | غرب آسیا، هند، آفریقای شمالی (?) | گوشت (گوشت گاو، خون)، لبنیاتی، چرم، بارکشی            |       |
| گوزن پستانداران، گیاه‌خواران             | شیفته           | ناشناخته                         | ۱۹۷۰                                      | آمریکای شمالی                    | گوشت، چرم، شاخ، شاخ‌های مخملی                          |       |
| سگ پستانداران، همه‌چیزخوار               | اهلی            | گرگ                              | ۱۲۰۰۰ پیش از میلاد                        |                                  | بارکشی، پیام رسانی، شکار، تجسس، نگهبانی، گوشت         |       |
| خر پستانداران، گیاه‌خواران               | اهلی            | خر وحشی آفریقایی                 | ۴۰۰۰ پیش از میلاد                         | مصر                              | باربری، کشیدن کالاسکه یا گاری، سواری، گوشت، لبنیاتی   |       |
| گیال پستانداران، گیاه‌خواران             | اهلی            | گااور                            | ناشناخته                                  | جنوب شرق آسیا                    | گوشت، بارکشی                                          |       |
| بز پستانداران، گیاه‌خواران               | اهلی            | بز کوهی                          | ۸۰۰۰ پیش از میلاد                         | غرب آسیا                         | لبنیاتی، گوشت، پشم، چرم، بارکشی                       |       |
| خوکچه هندی پستانداران، گیاه‌خواران       | اهلی            | Cavia tschudii                   | ۵۰۰۰ پیش از میلاد                         | آمریکای جنوبی                    | گوشت                                                  |       |
| اسب پستانداران، گیاه‌خواران              | اهلی            | اسب وحشی                         | ۴۰۰۰ پیش از میلاد                         | Eurasian Steppes                 | باربری ،سواری، لبنیات، گوشت، چهارپایان                |       |
| لاما پستانداران، گیاه‌خواران             | اهلی            | گواناکو                          | ۳۵۰۰ پیش از میلاد                         | آند (رشته‌کوه)                    | بارکشی، سواری، گوشت، پشم                              |       |
| قاطر پستانداران، گیاه‌خواران             | اهلی            | ترکیب خرو اسب                    |                                           |                                  | باربری، سواری                                         |       |
| خوک اهلی پستانداران، همه‌چیزخوار         | اهلی            | گراز                             | ۷۰۰۰ پیش از میلاد                         | ناحیه آناتولی شرقی               | گوشت (گوشت خوک، بیکن و غیره)، چرم، حیوان خانگی، پژوهش |       |
| خرگوش پستانداران، گیاه‌خواران            | اهلی            | وحشی خرگوش                       | بین ۴۰۰–۹۰۰ پیش از میلاد                  | فرانسه                           | گوشت، خز، چرم، حیوان خانگی، پژوهش                     |       |
| گوزن شمالی پستانداران، گیاه‌خواران       | نیمه‌اهلی        | گوزن شمالی                       | ۳۰۰۰ پیش از میلاد                         | شمال روسیه                       | گوشت، چرم، شاخ، لبنیات، بارکشی،                       |       |
| گوسفند پستانداران، گیاه‌خواران           | اهلی            | Asiatic mouflon sheep            | بین ۱۱۰۰۰ پیش از میلاد-۹۰۰۰ پیش از میلاد  | غرب آسیا                         | پشم، لبنیاتی، چرم، گوشت (گوشت گوسفند، گوشت گوسفند)    |       |
| گاومیش پستانداران، گیاه‌خواران           | اهلی            | گاومیش وحشی، (Arni)              | ۴۰۰۰ پیش از میلاد                         | جنوب آسیا                        | بارکشی، گوشت، لبنیات                                  |       |
| غژگاو پستانداران، گیاه‌خواران            | اهلی            | غژگاو                            | ۲۵۰۰ پیش از میلاد                         | تبت، نپال                        | گوشت، لبنیات، پشم، بارکشی،                            |       |

## تولید گازهای گلخانه‌ای
صنعت دامپروری ۵۱ درصد از گازهای گلخانه‌ای که انسان تولید می‌کند را شامل می‌شود.

## جستارهای وابسته

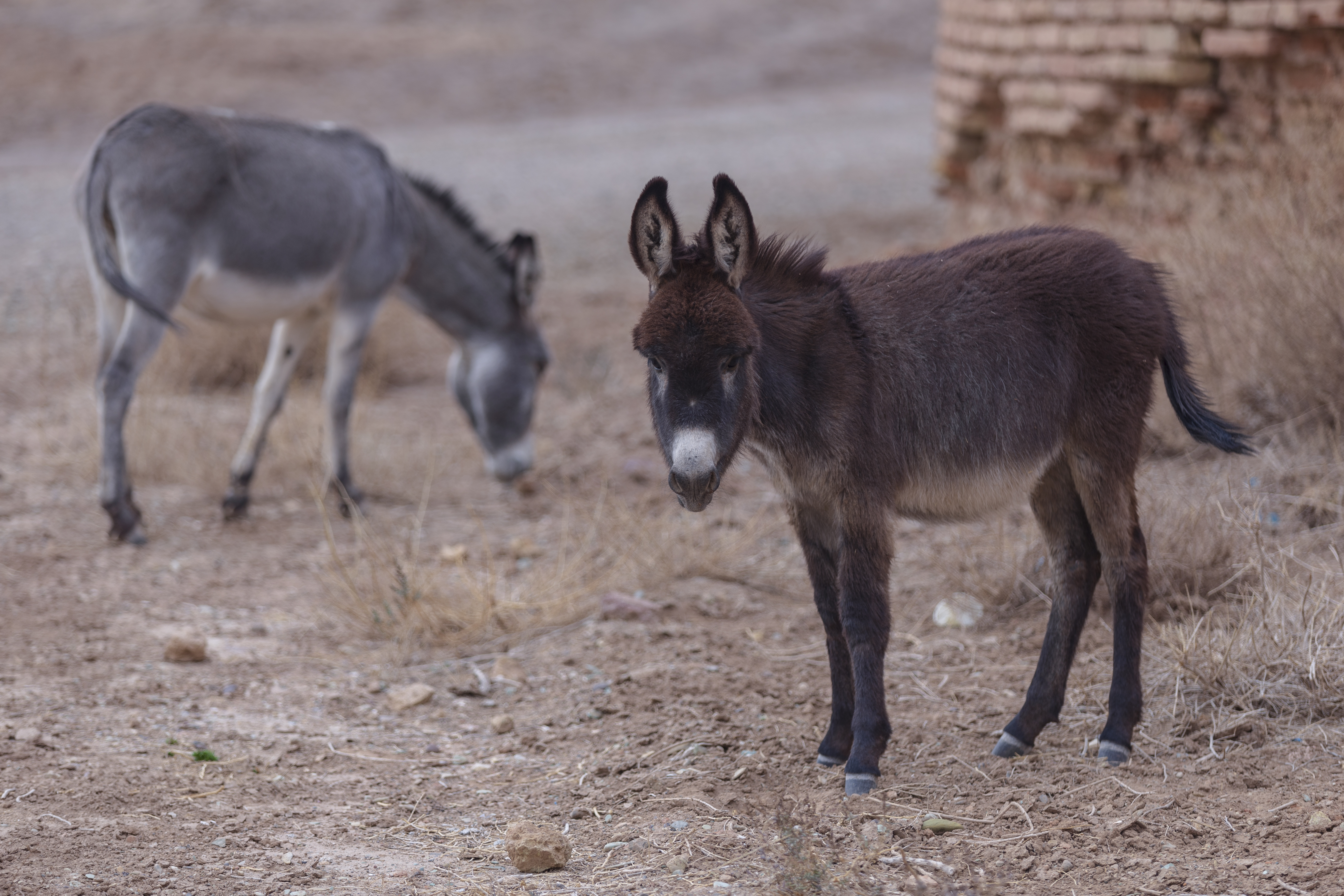
یک الاغ ماده و کره‌اش
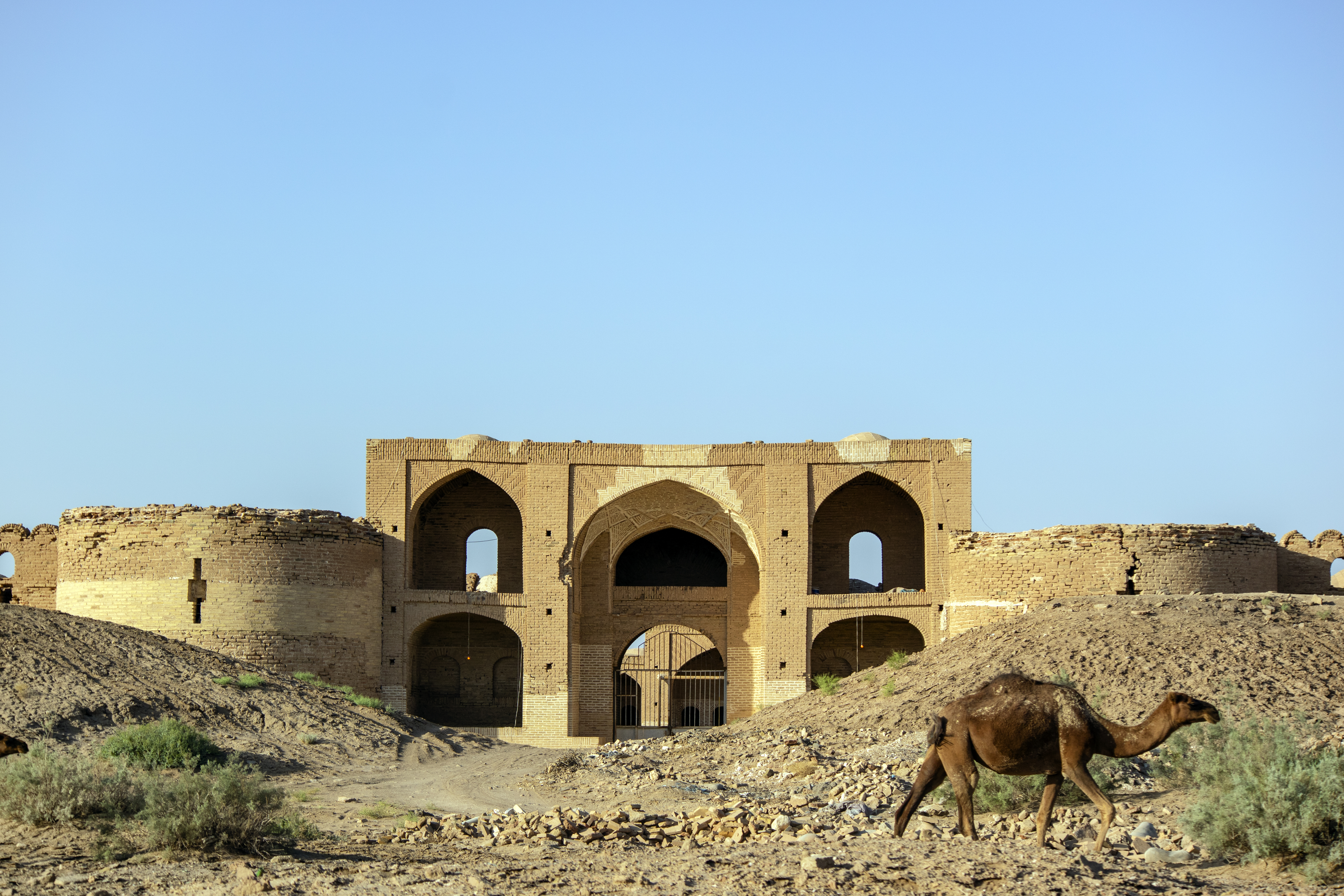
شترها در مقابل کاروانسرای دیرگچین
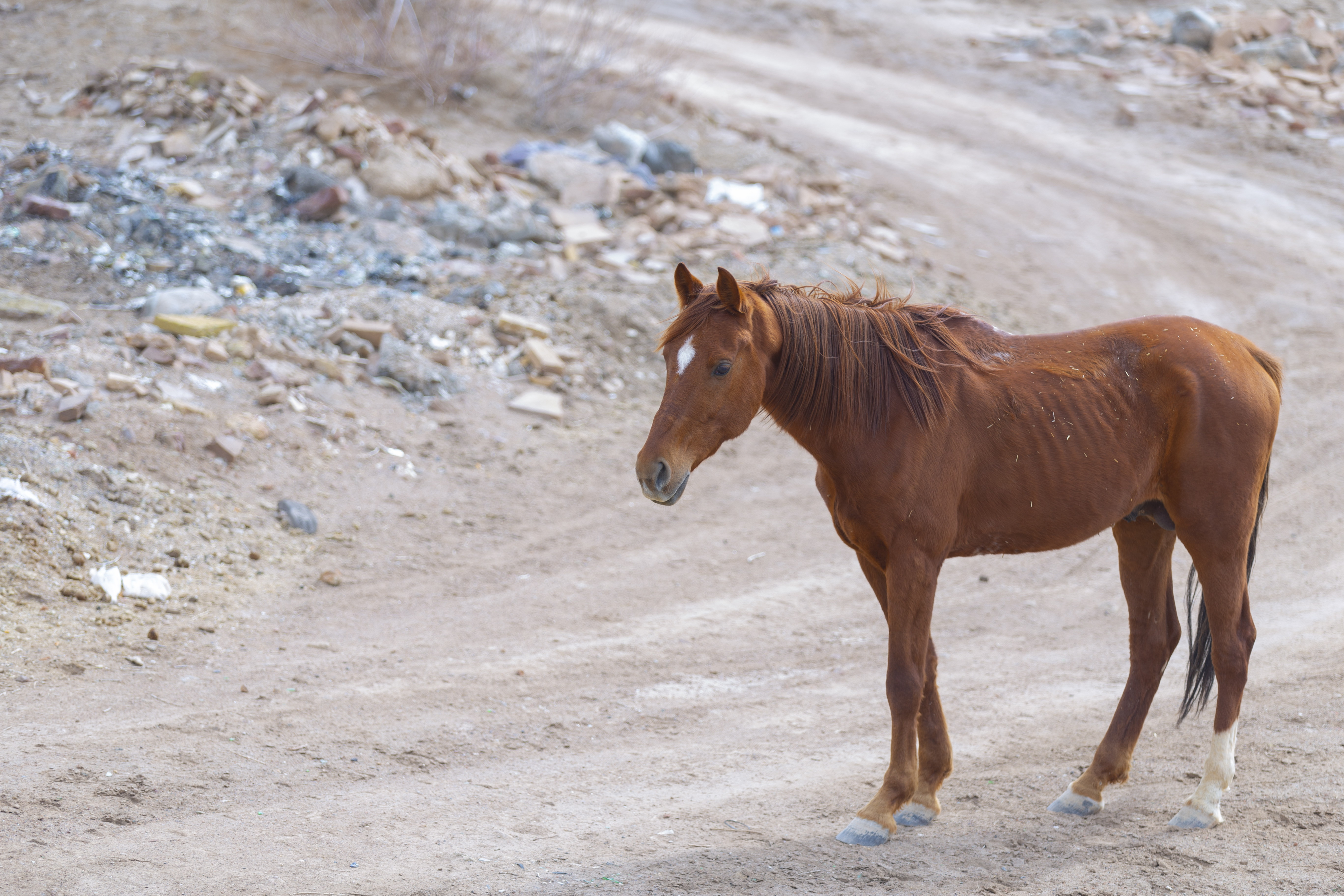
اسب نر ترکمن
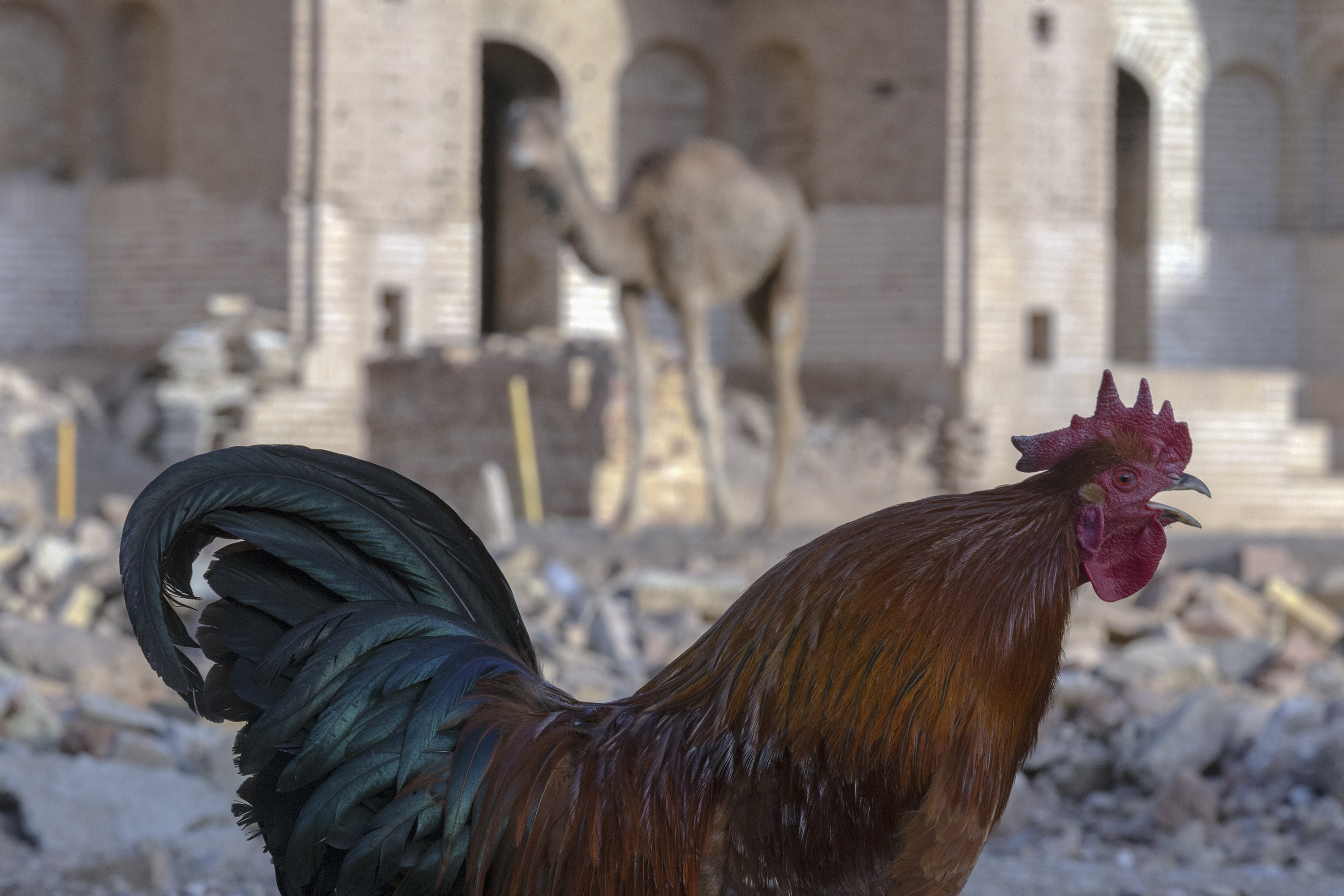
خروس
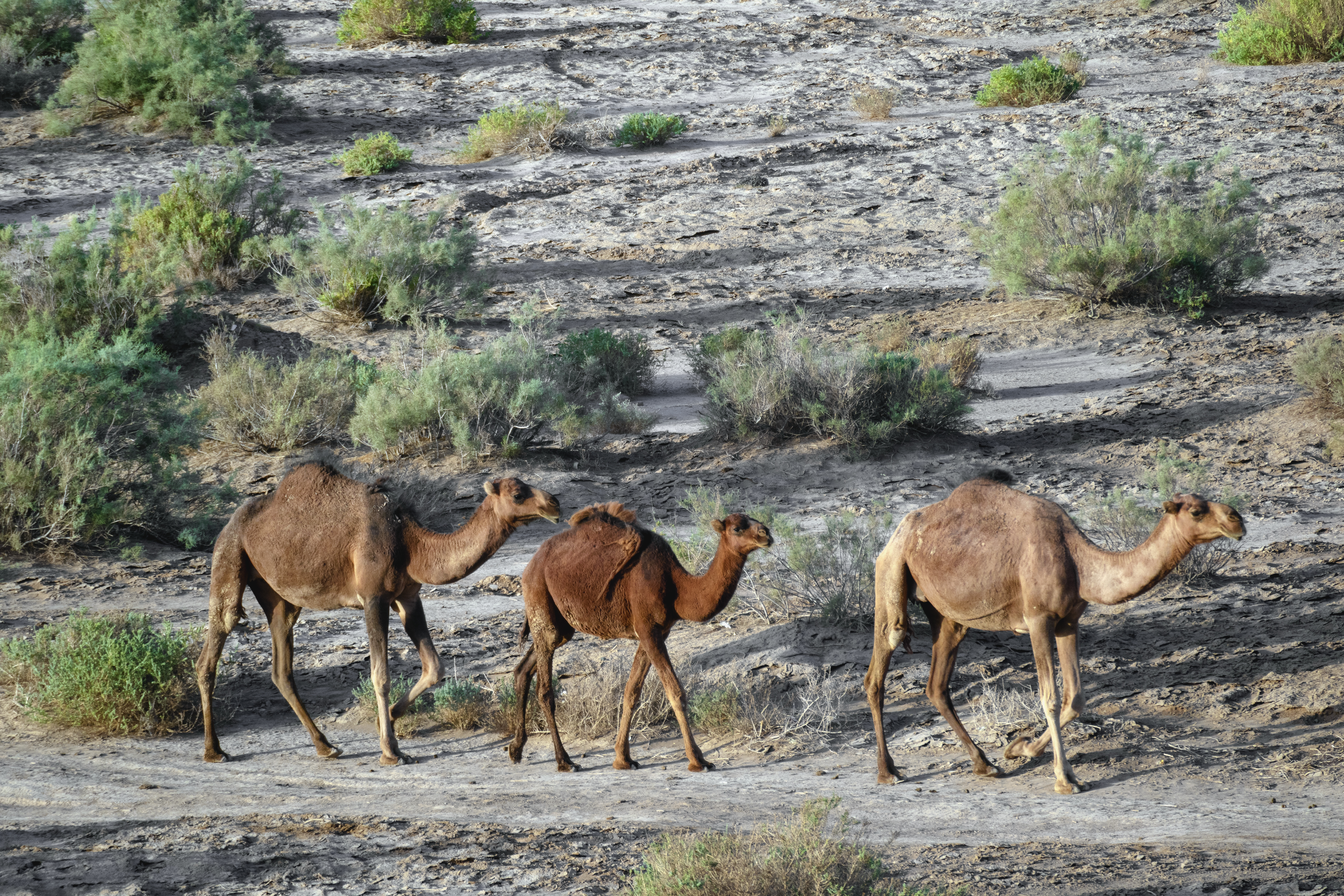
گله شتر
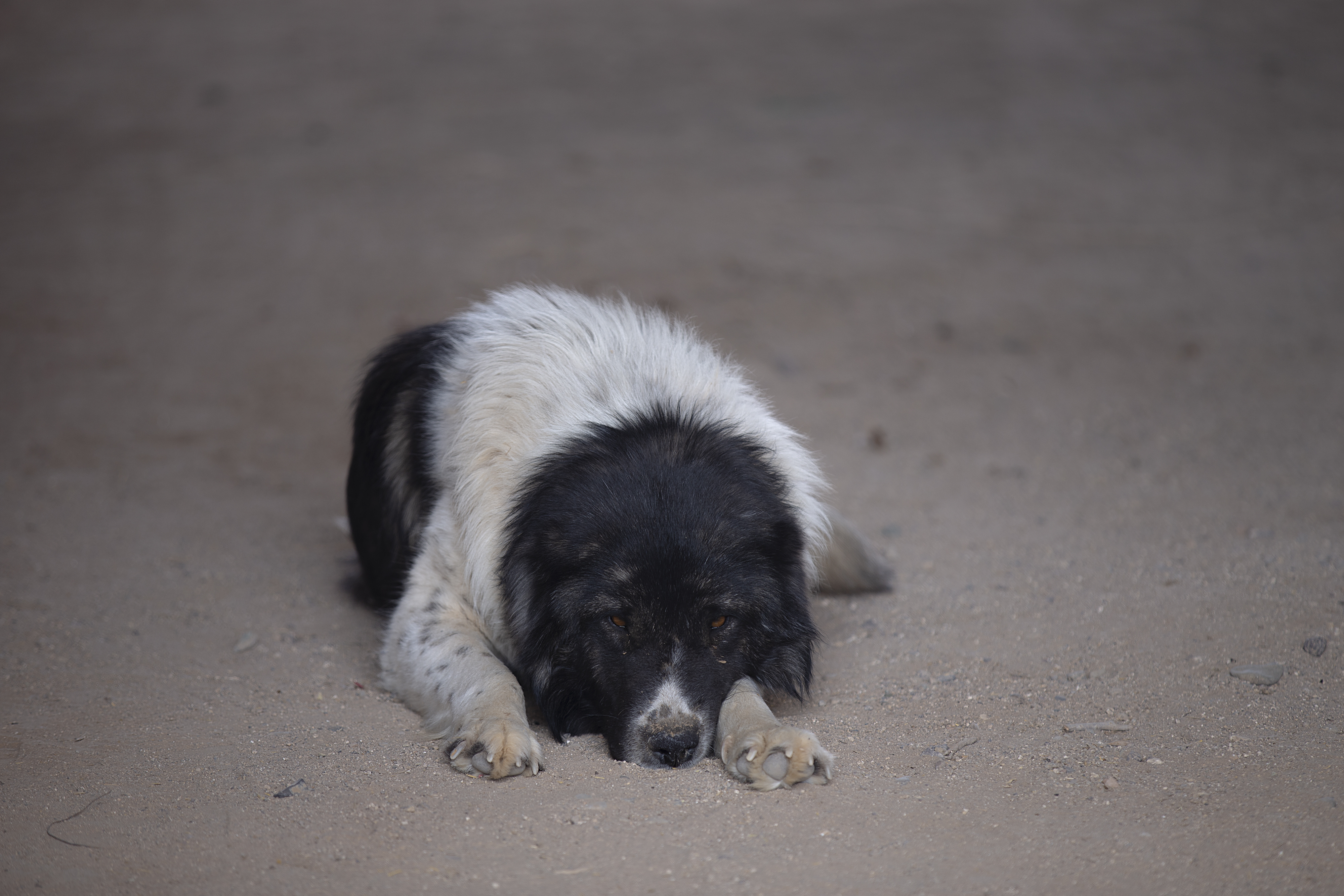
سگ ایرانی
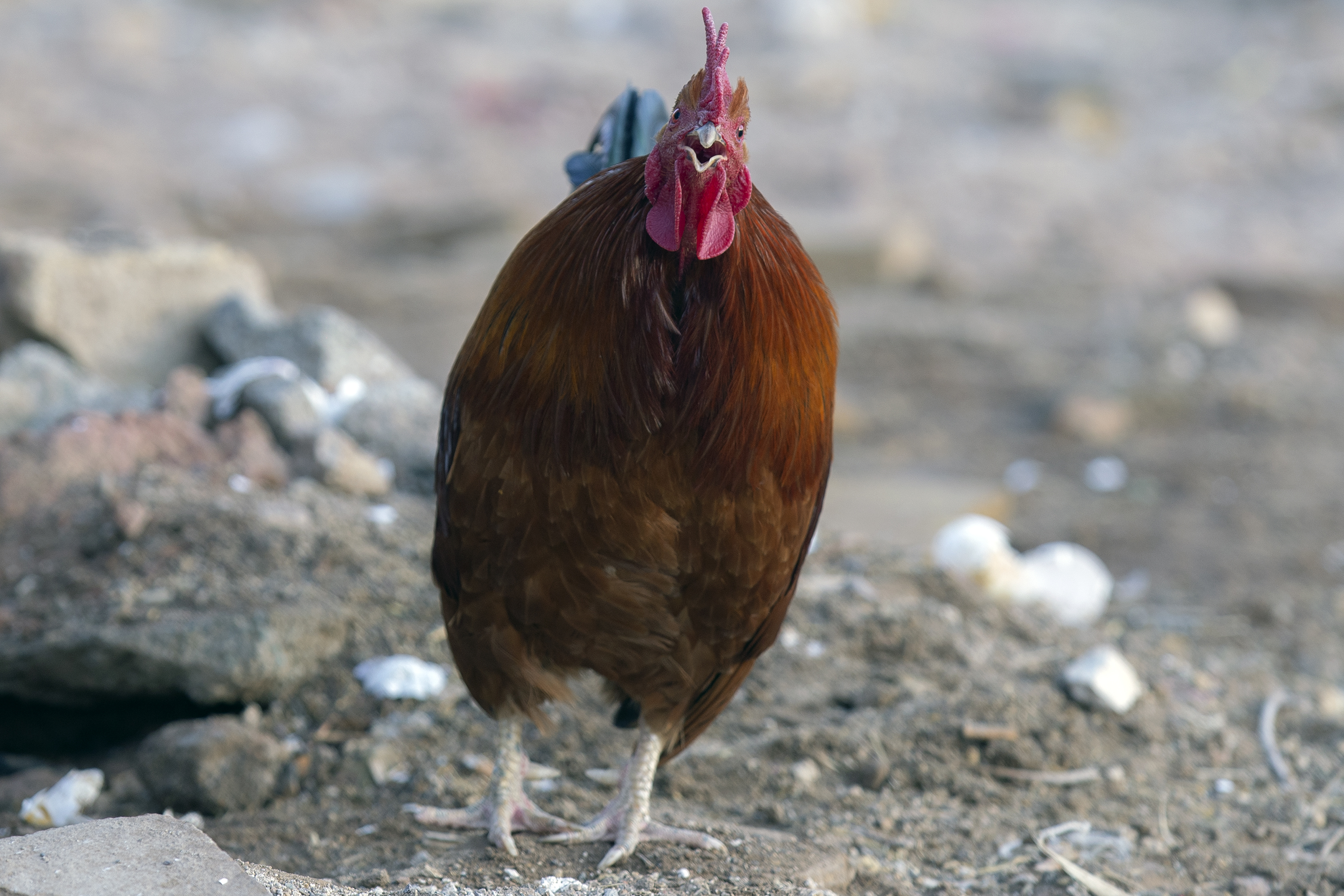
مرغ و خروس خانگی
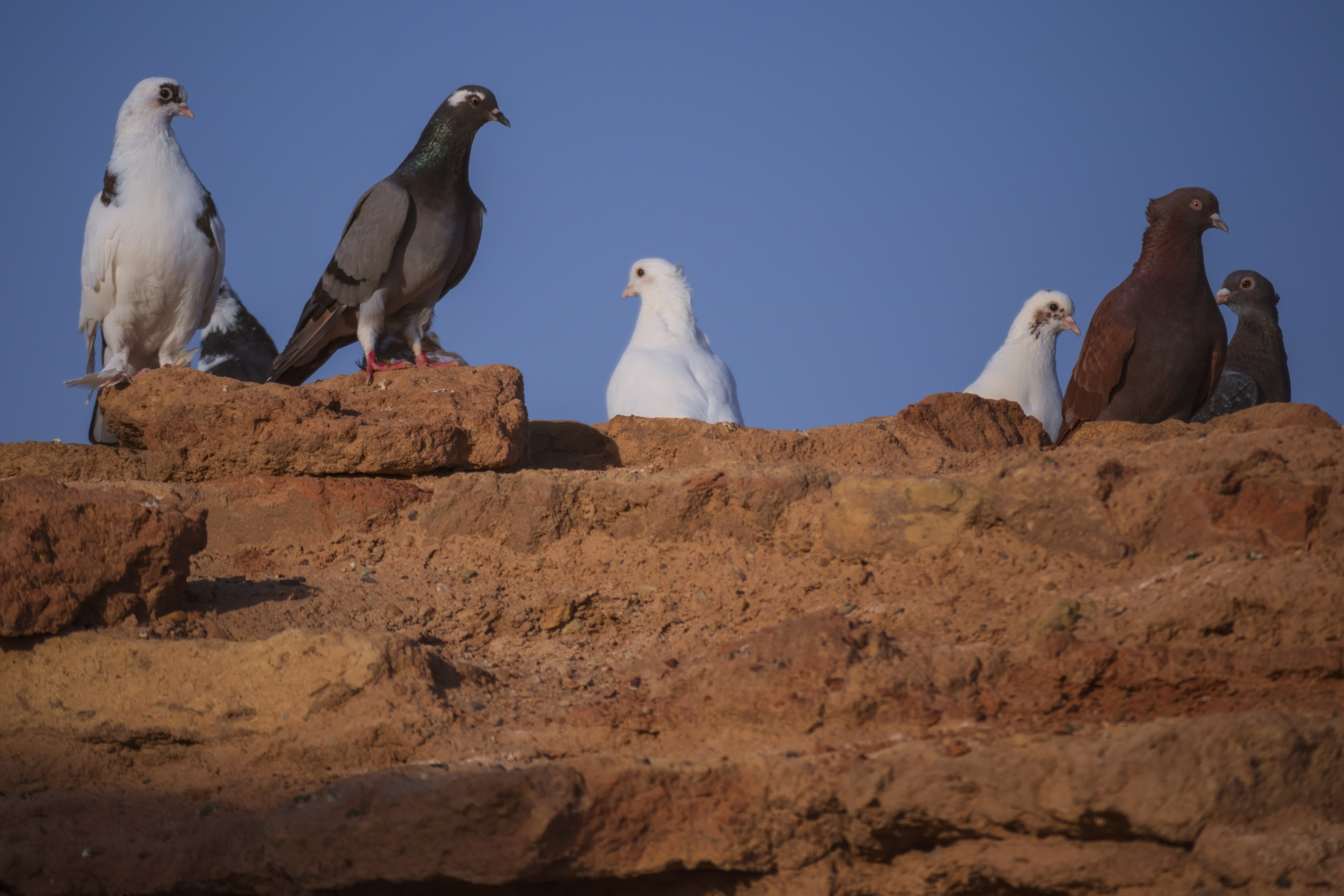
زندگی گروهی کبوترها
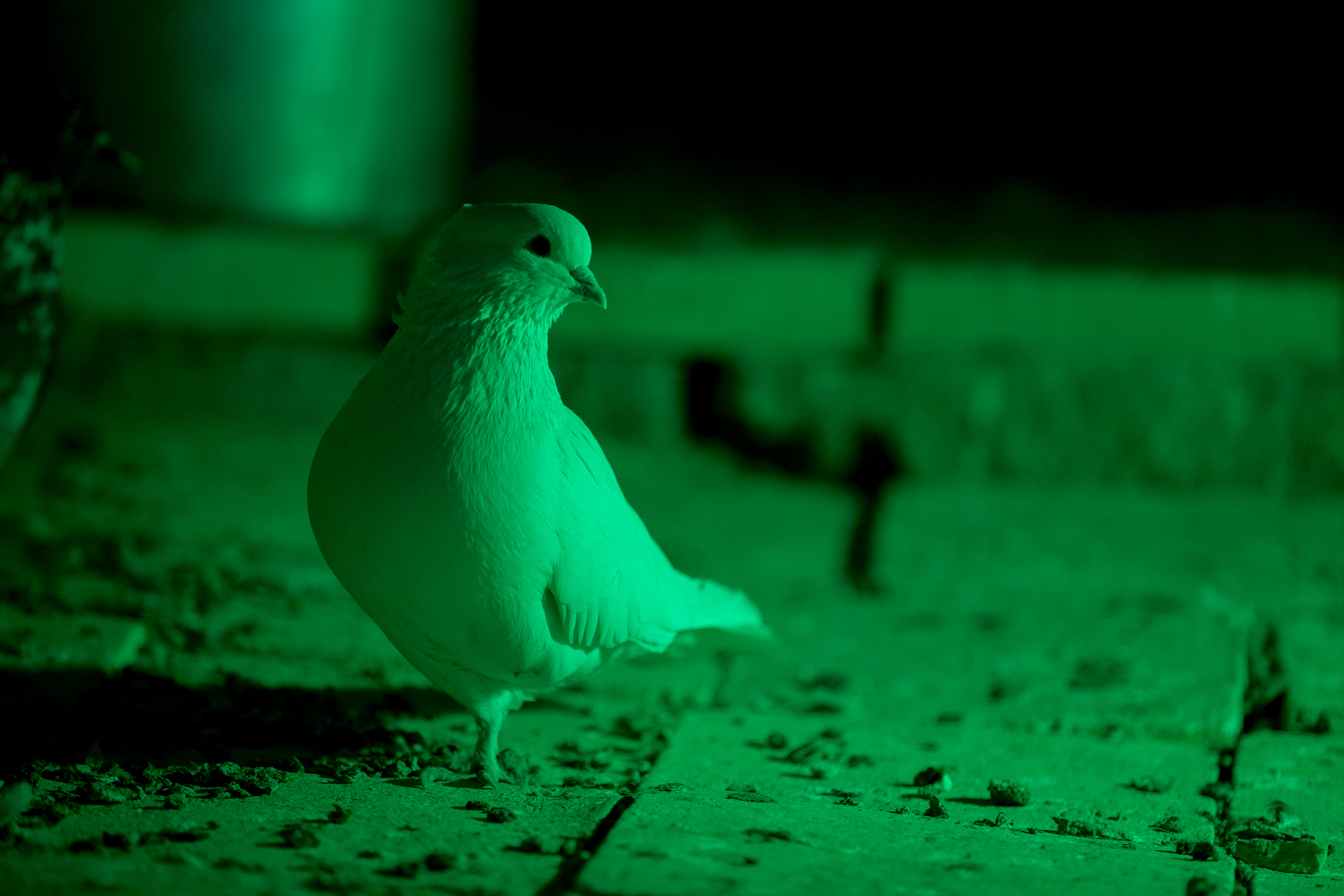
کبوتر
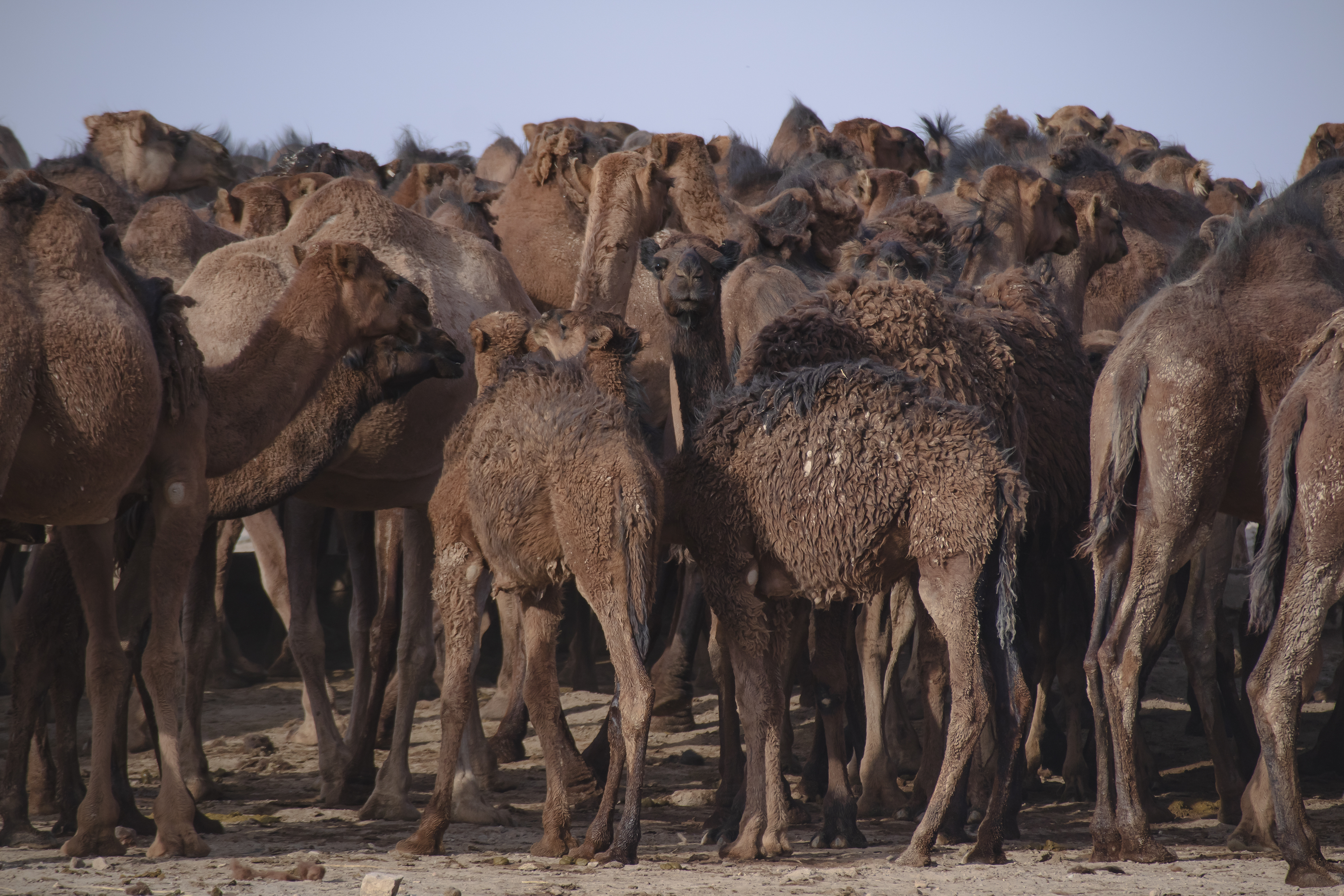
گله شتر